# Joan Martí i Trenchs
Joan Martí i Trenchs (Sant Vicenç dels Horts, 1844 — Sant Vicenç dels Horts, 22 de novembre de 1920) fou un escriptor vicentí. Va combinar la literatura amb l'exercici de farmacèutic.

## Biografia
Fill de Joan Martí Casellas, fundador de la Casa Martí, i Francesca Trenchs Colom, va casar-se amb Maria Pastora Baltà Tristany, mestra de Sant Vicenç dels Horts.
Batxiller a Barcelona l'any 1868, va llicenciar-se en filosofia i lletres el 1874 i en farmàcia el 1879. Obrí una botiga de farmàcia a Sant Vicenç dels Horts l'any 1877 i la va regentar fins a l'any 1920.
Començà a publicar articles de caràcter humorístic i popular al diari catòlic Lo burinot l'any 1879, que li publicà el seu primer article anomenat "Los esquilats". També col·laborà amb altres edicions catòliques i carlines, com els setmanaris Lo crit d'Espanya i Lo crit de la pàtria, amb els pseùdònims de l'"Apagallums del Llobregat", l'"Apagallums rovellat" i l'"Apagallums de Sant Vicens". En aquests articles fa una crítica del moviment de la Il·lustració, ja que ell era un seguidor del carlisme.
Des de l'any 1886 fins al 1916, va publicar onze obres literàries de temàtica humorística i festiva com La boyra (1886) o Lo pot petit (1901), de crítica als enemics del carlisme com Lo lliberalisme es la ruina moral y material d'Espanya (1891) o també de caràcter pedagògic com Fruyta tarada, errades catalanes molt usuals i regles ortogràfiques (1916). També fou traductor al català d'alguns poemes de Rosalía de Castro.
En el vessant polític, fou delegat de la Unió Catalanista els anys 1901 i 1904.

## Obres destacades
- La boyra: manadet de cent cinquanta epigramas, uns quants epitafis tots de personas de carrera algunas composicions epigramáticas.  Barcelona: Impr. de Juan Puigmaciá, 1886.
- La tabola : un sach de riallas : capasas de fer esqueixar, y fins reventar y morir de riure als lectors.  Barcelona: Propaganda Catalana, 1890.
- Lo lliberalisme es la ruina moral y material d'Espanya.  Barcelona: Estampa La Ilustración, 1891.
- Lo pot petit o llibre dels perquès.  Barcelona: Tipografia Gutenberg, 1901.
- Dejuni i abstinència : qüestió sèria però tractada bastant humorísticament.  Barcelona: Imprempta de R. Vives, 1913.
- Fruyta tarada, errades catalanes molt usuals i regles ortogràfiques: precedits de records de la meva joventut.  Barcelona: Badia, 1916.

### Traduccions
- Castro, Rosalía de. Poesies gallegues.  Barcelona: Gesbert y Vives, 1917.